# Lars Demians sista frestelse
Lars Demians sista frestelse är ett musikalbum av den svenske trubaduren Lars Demian från 1999. Albumet släpptes aldrig i butik utan såldes bara under Demians turné detta år. Fem av låtarna dök dock senare upp i nyinspelade versioner på studioalbumet Sjung hej allihopa. Omslaget till skivan är i serietidningsformat.

## Låtlista
1. "Helt jävla ensam" – 4:40
2. "Djävulens dans" – 3:09
3. "Demian tar en tripp" – 1:11
4. "Strippan" – 3:22
5. "The Beast in Me" – 0:32
6. "För mej själv" – 3:32
7. "Den drunknade" – 3:39
8. "H & M" – 5:37
9. "Liberalen" – 4:22